# Масло берси
Масло берси́ (бёр берси, фр. beurre bercy) — кулинарный продукт французской кухни, масляная смесь с луком-шалотом. Применяется в качестве гарнира к мясным блюдам, в том числе антрекоту или телячьей печени грилье.
По рецепту Огюста Эскофье, тонко нарезанный лук шалот пассеруют в белом вине, пока его объём не уменьшится вдвое. Затем в остывший лук добавляют размягчённое сливочное масло, бланшированный кипятком нарезанный кубиками костный мозг и рубленую зелень петрушки и приправляют солью, перцем и лимонным соком.